# 132005 Scottmcgregor
132005 Scottmcgregor è un asteroide della fascia principale. Scoperto nel 2002, presenta un'orbita caratterizzata da un semiasse maggiore pari a 2,3925578 UA e da un'eccentricità di 0,0904445, inclinata di 7,05486° rispetto all'eclittica.